# Șoimuș, Alba
Șoimuș (în maghiară Magyarsolymos, colocvial Solymos) este un sat în comuna Rădești din județul Alba, Transilvania, România.

## Istorie

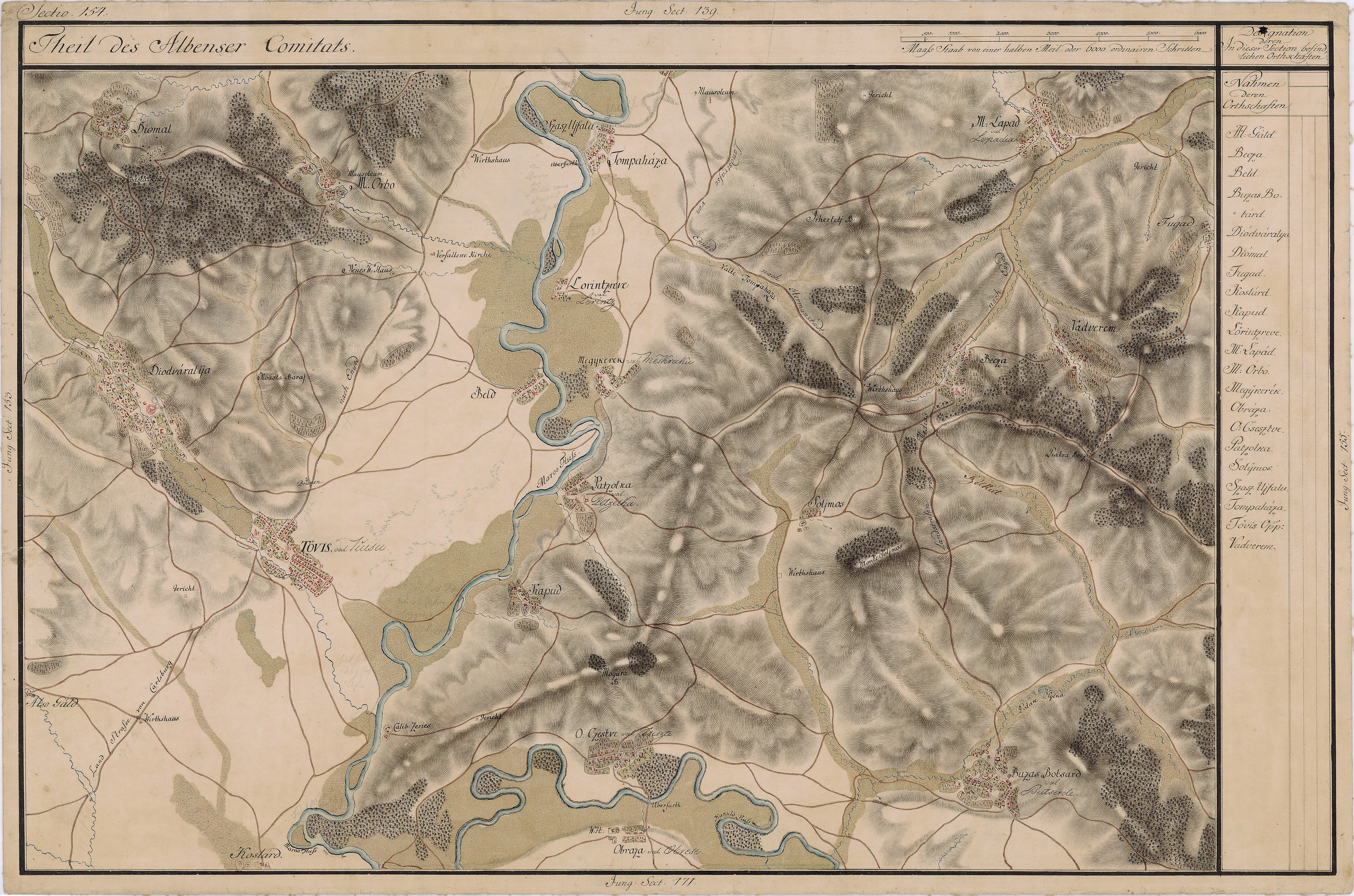
Șoimuș în Harta Iosefină a Transilvaniei, 1769-73

Înainte de venirea sistemului comunist, Șoimuș a fost un mare centru agricol. Proprietarii terenurilor pe care se cultiva în special grâu, porumb era Familia Polgar, ai căror descendenți există și astăzi. O dată cu venirea sistemului comunist averea și terenurile familiei Polgar au fost confiscate, iar cei care se împotriveau au fost încarcerați.

## Geografie
Șoimuș este așezat între dealurile din Beta și din Mescreac. 

## Demografie
Populația, deși mică, este alcătuită din români și maghiari, aceștia fiind aproximativ în egală măsură la număr. 

## Galerie de imagini

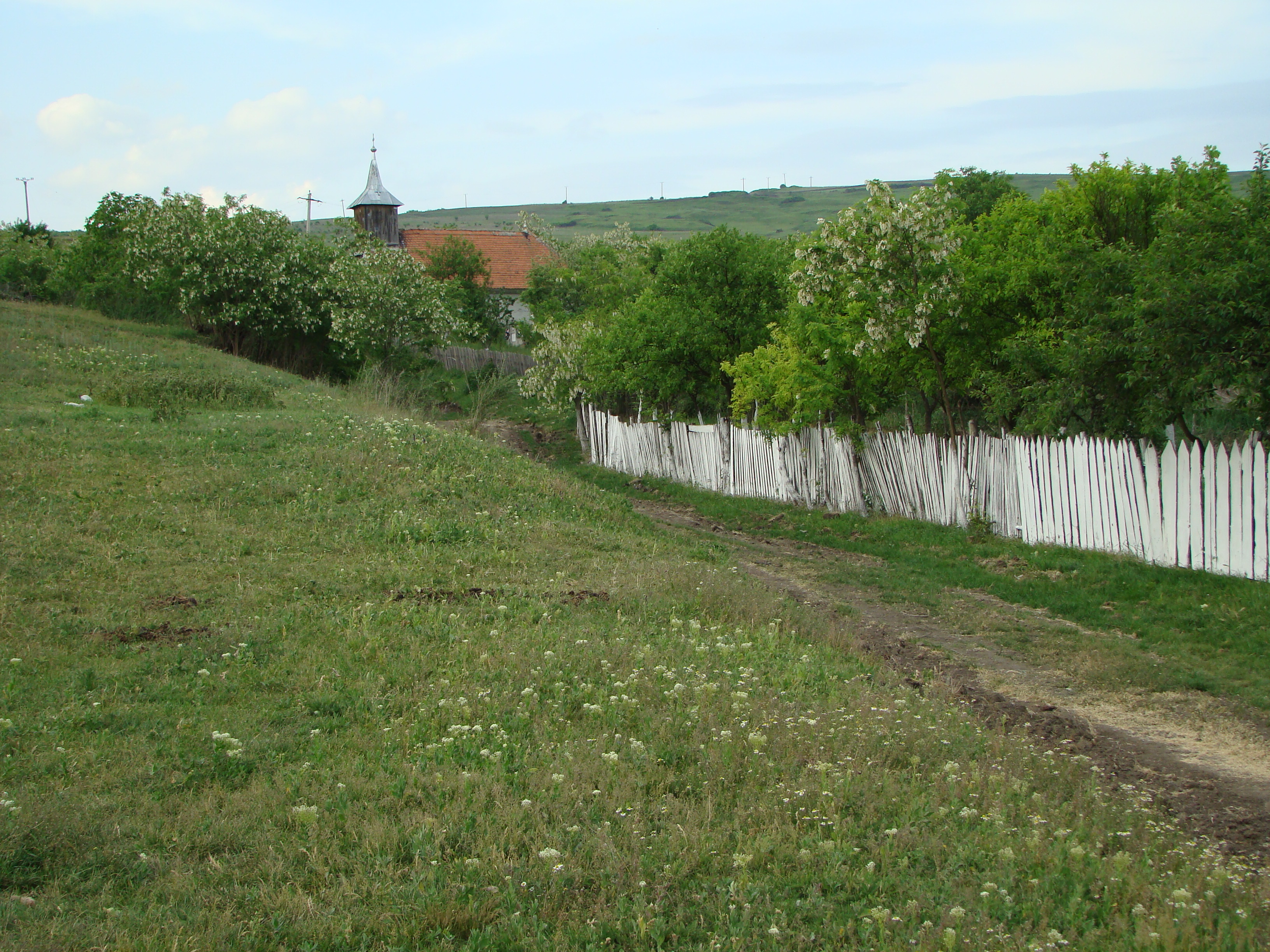
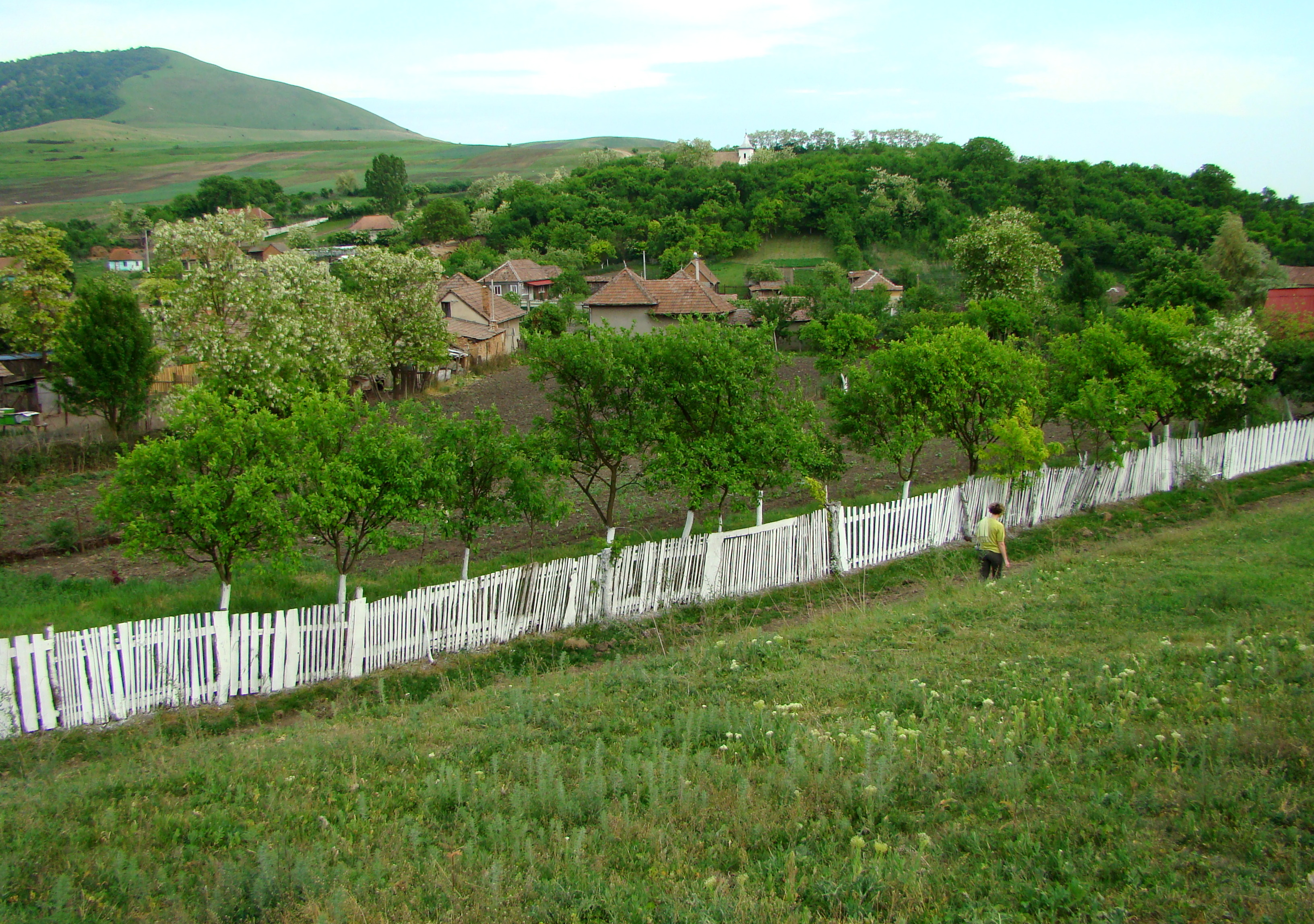
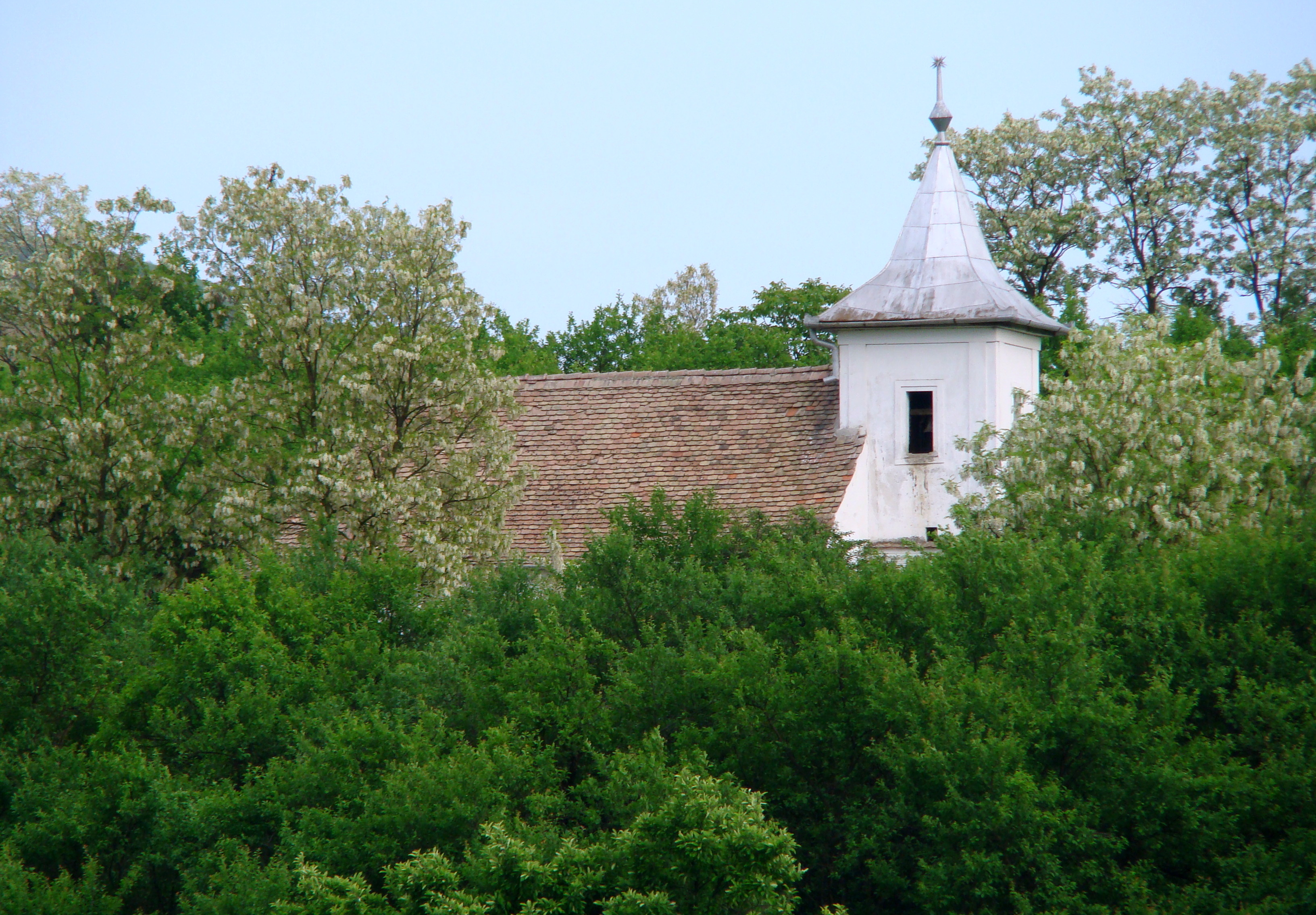
Biserica reformată